# Grundbucheinsicht
Unter Grundbucheinsicht wird die Erlaubnis verstanden, in ein bestimmtes Grundbuch und die Grundakten einsehen zu dürfen.

## Allgemeines
Allgemein ist in öffentlichen Registern wie Handels-, Vereins-, Genossenschafts-, Partnerschafts- und Güterrechtsregister eine uneingeschränkte Einsichtnahme durch Interessierte in die vorhandenen Eintragungen und Löschungen zulässig. Beim Grundbuch jedoch ist die Einsichtnahme wegen der für jedermann sichtbaren Vermögens- (Grundstücke) und Schuldenverhältnisse (Sicherungsgrundschulden, Grundschulden, Hypotheken) gesetzlich eingeschränkt. Diese Einschränkung ist zwar vom Grunde her gerechtfertigt, wurde jedoch gesetzlich oberflächlich umgesetzt und damit weitgehend dem Ermessen des Grundbuchamts überlassen. Die Verwendung dieses unbestimmten Rechtsbegriffes lässt zudem den Gerichten genügend Spielraum, bei der Interpretation und Anwendung der Vorschrift dem Einzelfall hinreichend Rechnung zu tragen.

## Berechtigtes Interesse
Die Grundbucheinsicht ist jedem gestattet, der dem Grundbuchamt ein berechtigtes Interesse darlegen kann (§ 12 und § 12c GBO). Ursprünglicher Regelungszweck der Vorschrift war, ein Einsichtsrecht nur wegen einer zu erwartenden Teilnahme am Rechtsverkehr im Zusammenhang mit im Grundbuch eingetragenen Rechtsverhältnissen zu ermöglichen. Die Eingrenzung des Einsichtnahmerechts dient letztlich dem Persönlichkeitsschutz der Eingetragenen.
Berechtigtes Interesse ist ein unbestimmter Rechtsbegriff, der ein durch die Sachlage gerechtfertigtes und verständiges Interesse für die Gestattung der Grundbucheinsicht erfordert. Zur Überzeugung des Grundbuchamtes müssen sachliche Gründe vorgetragen werden, die die Verfolgung unbefugter Zwecke oder bloßer Neugier ausschließen. Berechtigtes Interesse in diesem Sinne haben zunächst uneingeschränkt der Grundstückseigentümer und sämtliche im Grundbuch eingetragenen Rechteinhaber. Das gilt auch für Behörden, Gerichte und Notare wegen der Pflicht zur Amtshilfe (Art. 35 GG) und Öffentlich bestellte Vermessungsingenieure. Auch ein tatsächliches Interesse, insbesondere wirtschaftliches Interesse, kann im Einzelfall genügen. Zu diesem Personenkreis gehören unter anderem die
- Kreditgeber des Eigentümers, wenn ein Kredit grundbuchlich abgesichert werden soll;
- Gläubiger einer gegen den Grundstückseigentümer durchsetzbaren Forderung, welcher aufgrund eines Vollstreckungstitels die Zwangsversteigerung in das Grundstück oder Erbbaurecht betreiben möchte;
- Grundstücksangrenzer, die Auskunft über den benachbarten Eigentümer erlangen wollen.
- Mieter, zur Ermittlung, ob der Vermieter auch der tatsächliche Eigentümer ist.

Potenzielle Erben hingegen haben zu Lebzeiten des Erblasser grundsätzlich kein Recht auf Einsicht ins Grundbuch.
Das berechtigte Interesse ist dem Grundbuchamt darzulegen. Darlegung ist das Vorbringen von Tatsachen in einer Weise, die das Grundbuchamt von der Verfolgung berechtigter Interessen zu überzeugen vermag. Im Einzelfall kann bei begründeten Bedenken der Nachweis des Interesses verlangt werden. Die Darlegung erübrigt sich, wenn der Eigentümer oder der Inhaber eines im Grundbuch eingetragenen Rechts der Einsichtnahme zustimmt oder den Interessierten schriftlich bevollmächtigt. Wird eine Einsichtnahme bei bejahtem berechtigten Interesse erlaubt, so ist eine Abwägung mit gegenteiligen Interessen der im Grundbuch Eingetragenen nicht vorgesehen.
Die in § 46 Abs. 1 GB-Verfügung zugelassene Einsicht in Grundakten bezieht sich ebenfalls auf das berechtigte Interesse. Wird also das berechtigte Interesse für eine Grundbucheinsicht bejaht, darf der Einsichtnehmende auch in die Grundakten Einblick nehmen, auch wenn die Grundakten häufig die den Eintragungen zugrunde liegenden schuldrechtlichen Vereinbarungen enthalten und diese regelmäßig in größerem Umfang als das Grundbuch selbst Angaben zu persönlichen, familiären, sozialen, wirtschaftlichen oder finanziellen Verhältnissen der Betroffenen offenbaren.
Durch die Einschränkung auf das berechtigte Interesse soll verhindert werden, dass es zu missbräuchlichen Einsichtnahmen ins Grundbuch kommt. Hierzu gehören bloße Neugier und die Verfolgung unbefugter Zwecke.

### Berechtigtes Interesse der Presse
Soweit der Staat in der GBO die Voraussetzungen der Einsichtnahme festlegt, wird die Zugänglichkeit konstituiert, aber nicht im Rechtssinne begrenzt. Gegen die Verfassungsmäßigkeit des § 12 GBO bestehen keine Bedenken. Das im allgemeinen Rechtsverkehr mit Grundstücken so auszulegende berechtigte Interesse erfährt Ausnahmen zu Gunsten der Presse. Danach steht auch der Presse das Recht auf Grundbucheinsicht zu, da auch ein öffentliches Interesse als berechtigtes Interesse anzuerkennen sei und die Presse öffentliche Interessen wahrnehme. Das Bundesverfassungsgericht hatte zu dieser Thematik entschieden, dass – über den ursprünglichen Regelungszweck hinaus – auch ein schutzwürdiges Interesse der Presse daran besteht, von den für ein bestimmtes Grundstück vorgenommenen Eintragungen im Rahmen der Pressefreiheit und des Grundrechts auf Informationsfreiheit (Art. 5 Abs. 1 Satz 2 GG) Kenntnis zu erlangen. Ein solches Interesse besteht, wenn das Einsichtsgesuch eines Nachrichtenmagazins (im Fall: „Wirtschaftswoche“) auf die Beschaffung journalistisch verwertbarer Informationen im Zusammenhang mit dem Kauf eines Grundstücks zielt und somit der von dem Schutzbereich der Pressefreiheit erfassten publizistischen Vorbereitungstätigkeit zuzuordnen ist. Es ging um einen bekannten Politiker und dessen Ehefrau, die von einem Nachrichtenmagazin verdächtigt wurden, ihnen seien für den Erwerb des Grundstücks finanzielle Vergünstigungen durch einen bekannten Unternehmer gewährt worden, so dass die Grundbucheinsicht für Zwecke der journalistischen Recherche dienen sollte.

## Internet-Grundbuchauskunft
Sind Grundbücher elektronisch erfasst („elektronisches Grundbuch“), so werden Grundbuchdaten im Rechtssinne nicht mehr beim Grundbuchamt vor Ort beim Grundbuchamt, sondern in einem zentralen Rechenzentrum gespeichert. Aufgrund dieser zentralen Speicherung sind die Voraussetzungen für die Einrichtung der Internet-Grundbucheinsicht geschaffen worden. Der Abruf von Grundbuchdaten ist auch dann nur insoweit möglich, als ein berechtigtes Interesse dargelegt ist. Innerhalb dieses automatisierten Abrufverfahrens zur Einsichtnahme in das Grundbuch steht der Zugang zur Internet-Grundbucheinsicht Behörden, Gerichten, Notaren und öffentlich bestellten Vermessungsingenieuren offen. Diese nehmen am uneingeschränkten Abrufverfahren teil. Bei Maßnahmen der Zwangsvollstreckung, dinglicher Berechtigung am Grundstück und bei Vorliegen einer Vollmacht des Eigentümers werden die aus diesen Gründen Nutzungsberechtigten zur eingeschränkten Grundbucheinsicht zugelassen.

## Grundbuchabschriften
Der Grundbuchauszug ist die Abschrift aller Eintragungen im Grundbuch. Er wird u. a. benötigt für die Beleihungsprüfung anhand der Beleihungsunterlagen sowie vor dem Kauf einer Immobilie. Wurde ein berechtigtes Interesse nachgewiesen, können – über die Einsichtnahme hinaus – auch Grundbuchabschriften beantragt werden (§ 12 Abs. 2 GBO), die auch amtlich beglaubigt werden können.
Der Antrag auf Erteilung eines Grundbuchauszugs muss beim zuständigen Grundbuchamt erfolgen (§§ 3 Abs. 1, § 12 und § 12c GBO). Das Grundbuchamt stellt unbeglaubigte sowie beglaubigte Abschriften aus, so kostet
eine unbeglaubigte Abschrift 10 Euro,
eine beglaubigte Abschrift 20 Euro.
Rechtsgrundlage für die Gebührenerhebung ist das Gerichts- und Notarkostengesetz (GNotKG); siehe § 34 GNotKG – Tabelle A – Hauptabschnitt 7 – Besondere Gebühren – Kostenschlüssel 17000 und 17001.
Für die reine Grundbucheinsicht werden weiterhin keine Gebühren erhoben.

## Versagung der Einsichtnahme
Das Grundbuchamt ist zur Erteilung von Auskünften aus dem Grundbuch grundsätzlich nicht verpflichtet. Dies schränkt die Öffentlichkeit des Grundbuchs ein. Eine Auskunftspflicht besteht lediglich aufgrund gesetzlicher Vorschriften, insbesondere im Rahmen einer Grundstücksvollstreckung. Genügen dem Grundbuchbeamten die dargelegten Sachverhalte nicht, muss er den Antrag auf Einsichtnahme ablehnen. Rechtsbehelf gegen die Einsichtsversagung durch den Grundbuchbeamten ist die schriftlich dargelegte und an den Grundbuchrichter gerichtete Sachverhaltsdarstellung. Dieser entscheidet, ob die Ablehnung zu Recht erfolgt ist. Gegen Entscheidungen des Grundbuchgerichts ist die Beschwerde möglich. Das Grundbuchgericht kann der Beschwerde abhelfen. Hilft es nicht ab, so entscheidet nach §§ 71, § 72 GBO das Oberlandesgericht.
Das Schleswig-Holsteinische Oberlandesgericht hatte zur Thematik entschieden, dass der Gesetzgeber das Grundbuch nicht als ein öffentliches Register ausgestaltet habe, in das jedermann zu Informationszwecken Einsicht nehmen könne, da die Rechtsposition des im Grundbuch Eingetragenen grundrechtlichen Schutz genieße. Nur bei berechtigtem Interesse müsse der im Grundbuch Eingetragene hinnehmen, dass dritten Personen Einblick in die Rechts- und Vermögensverhältnisse an einem Grundstück gewährt wird. Wenn jedoch jemand in keinerlei rechtlicher oder tatsächlicher Beziehung zum Grundstückseigentümer stehe, liege kein berechtigtes Interesse vor. Es genüge daher nicht, dass der Schuldner eines Grundbucheinsicht begehrenden Gläubigers auf dem Grundstück zur Miete wohnt und der Gläubiger vom Grundbuchamt Auskunft über die Eigentumsverhältnisse durch Grundbucheinsicht verlange.
Ein Nachweismakler ohne Maklervertrag und ohne Abschrift eines Grundstückskaufvertrages hat kein berechtigtes Interesse, zwecks Ermittlung der Maklerprovision Grundbucheinsicht zu nehmen. Ein berechtigtes Interesse, Einsicht in die Grundakten zu nehmen und dadurch den vereinbarten Kaufpreis zu erfahren, habe der Grundstücksmakler allenfalls dann, wenn eine beträchtliche Wahrscheinlichkeit für die behauptete Entstehung eines nach der Kaufpreishöhe zu berechnenden Provisionsanspruchs spreche.